# Manto Mavrogenous
 (octobre 2010).
Si vous disposez d'ouvrages ou d'articles de référence ou si vous connaissez des sites web de qualité traitant du thème abordé ici, merci de compléter l'article en donnant les références utiles à sa vérifiabilité et en les liant à la section « Notes et références ».
Manto Mavrogenous (en grec moderne : Μαντώ Μαυρογένους, Madó Mavroyénous), née en 1796 et décédée en juillet 1848, est une héroïne de la guerre d'indépendance grecque (1821-1830). Femme riche, elle finança une escadre qui opéra depuis Mykonos, ce qui lui valut le titre de lieutenant général.

## Biographie

### Origines et enfance
Les Mavrogenis sont une famille phanariote originaire de Paros, qui s'était progressivement élevée dans l'administration ottomane. Manto Mavrogenous est ainsi la petite-nièce de l'hospodar Nikólaos Mavrogénis. 
Manto Mavrogenous naît à Trieste, dans l'empire d'Autriche (aujourd'hui en Italie). Elle est la fille de Zacharati Chatzi Bati et Nikólaos Mavrogénis, un marchand et membre de la Filikí Etería (une société secrétaire promouvant dans la Grèce et les Balkans les idéaux issus des révolutions française et américaine). Elle étudie la philosophie antique et l'histoire dans un collège de Trieste. Elle parle ainsi couramment le français, l'italien et le turc.

### Guerre d'indépendance
En 1809, elle déménage sur l'île de Paros avec sa famille, où elle apprend en 1818 de son père, membre de la Filikí Etería que la guerre d'indépendance grecque se prépare. Après la mort de son père, elle part pour Tinos. 
Lorsque la révolution débute, elle se rend sur l'île de Mykonos dont elle pousse les dirigeants à se joindre au mouvement. Elle aurait promis sa main à celui qui libérerait la Grèce des Turcs. 
Elle prend en charge la paie de marins et de soldats, vient en aide aux philhellènes et aux réfugiés, et utilise ses liens avec les cercles occidentaux pour favoriser la cause de l'indépendance. Bientôt, elle devient célèbre en Europe et idéalisée comme une héroïne romantique affrontant les Turcs à la tête de ses troupes, alliant la beauté et la bravoure. Elle est ainsi le sujet de la pièce Mavrogénie ou l'héroïne de la Grèce (1825) de J. Ginouvier, avec en appendice une Lettre aux dames parisiennes probablement apocryphe, ou une protagoniste d'épisodes de l'histoire (largement romancée) de la révolution grecque de F. Pouqueville. Le portrait élogieux qu'en fait le philhellène Maxime Raybaud dans ses Mémoires (1825) est plus prosaïque : il la rencontre à Tinos en janvier 1822 ; après avoir rappelé que « ceux qui ont écrit jusqu'à présent sur la Grèce parlent tous sans la (Mavrogénous) connaître », il affirme : « [elle] n'est point, comme on l'a prétendu, une guerrière qui se mesure corps-à-corps avec les Turcs les plus intrépides ; mais si elle ne sert point sa patrie de son bras, elle lui a été bien autrement utile, soit par le sacrifice entier de sa fortune, soit par l'usage qu'elle fait de son influence sur ses concitoyens. »

#### Action au début de la guerre
Elle arme à ses frais deux navires corsaires qu'elle charge de poursuivre les pirates qui avaient attaqué Mykonos et d'autres îles des Cyclades[réf. nécessaire]. 
Elle a également équipé 150 hommes, envoyés faire campagne dans le Péloponnèse[Quand ?]. Elle apporte aussi un soutien financier à l'île de Samos, alors que celle-ci est attaquée par les Turcs[Quand ?]. Plus tard, elle envoie un autre corps de 50 hommes dans le Péloponnèse, qui prennent part au siège de Tripolizza et à la chute de la ville en octobre 1821. Aussi, elle soutient financièrement des soldats et leurs familles qui participent à une campagne dans le nord de la Grèce[Quand ?] ; elle prend également en charge plusieurs philhellènes. 
Elle rassemble plus tard une flotte de six navires et une troupe d'infanterie comprenant seize compagnies composées de 50 hommes chacune[réf. nécessaire] ; ils prennent part en 1822 à la bataille de Karystos. Elle finance aussi une campagne vers Chios, qui n'empêche pas le massacre qui s'y déroule. Un autre groupe de 50 hommes est envoyé pour renforcer les troupes de Nikítas Stamatelópoulos à la bataille des Dervénakia en juillet 1822. Lorsque la flotte ottomane apparaît dans les Cyclades, elle revient sur l'île de Tinos[Quand ?] et vend ses bijoux pour financer l'équipement des 200 hommes qui se battent contre l'ennemi et soutenir les survivants du premier siège de Missolonghi, soit 2 000 personnes. Ces hommes participent aussi à plusieurs autres batailles comme celles du mont Pélion, Phthiotis et Livadiá.
Le 22 octobre 1822, les habitants de l'île repoussent un débarquement ottoman, sous son commandement selon Pouqueville.

#### Séjour dans le Péloponnèse

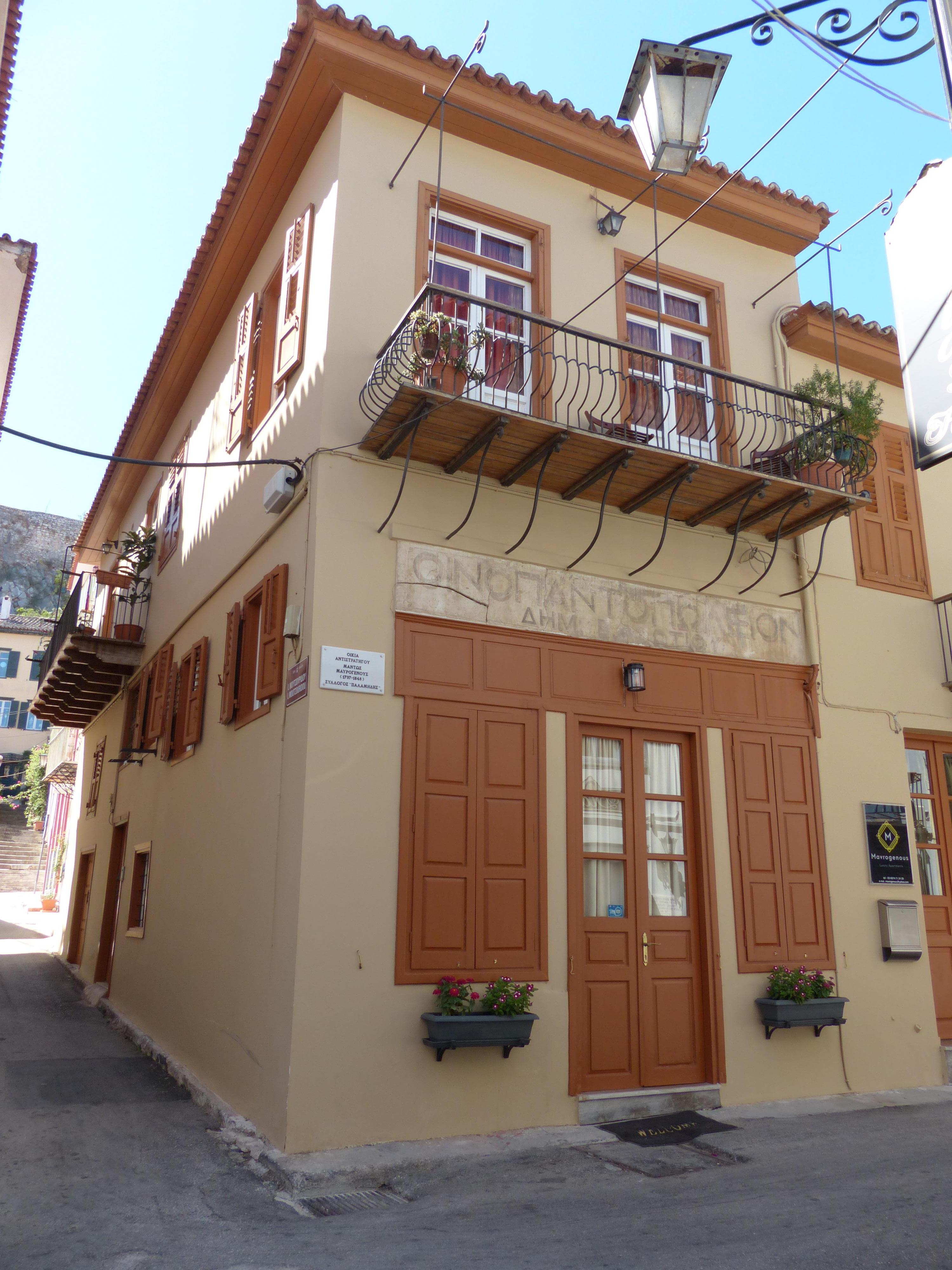
Maison habitée par Manto Mavrogenous à Nauplie.

Elle déménage à Nauplie en 1823, afin d'être au cœur de la lutte, quittant sa famille qui la reniait pour ses choix, dont sa mère. C'est là qu'elle rencontre Dimítrios Ypsilántis, avec qui elle se fiance. Mais en mai de la même année, sa maison est totalement brûlée et sa fortune volée. Par conséquent, elle va vivre à Tripoli pour vivre avec son fiancé (alors retiré de la vie publique), tandis que Yeóryios Dhikéos subvient à ses besoins alimentaires. 
Lorsque Dimítrios Ypsilántis rompt avec Manto Mavrogenous, elle revient vivre à Nauplie, où elle a subsiste presque comme une vagabonde, ruinée par les dettes qu'elle avait contractées. 
Lorsque la guerre prend fin, le premier chef d'État grec de la Première République grecque, Ioánnis Kapodístrias lui décerne le rang de lieutenant général et lui offre un logement à Nauplie, où elle déménage. Elle possédait une épée ouvragée, portant l'inscription « Δίκασον Κύριε τους αδικούντας με, τους πολεμούντας με, βασίλευε των Βασιλευόντων », traduit par « Seigneur Dieu, juge ceux qui me font du tort, ceux qui m'attaquent, règne sur les régnants ». Cette épée est censée venir de l'époque de l'empereur Constantin le Grand. Manto Mavrogenous l'offre à Ioannis Kapodístrias.
Après la mort d'Ypsilantis en 1832, et à cause de ses conflits politiques avec le Premier ministre Ioannis Kolettis, elle est exilée de Nauplie et retourne donc à Mykonos, où elle s'occupe de la rédaction de ses mémoires. Elle vit encore dans une grande pauvreté.

### Fin de vie
Manto Mavrogenous déménage en 1840 sur l'île de Paros, où vivent certains de ses proches. Elle habite à Paroikia une maison aujourd'hui classée monument historique, située près de la Panagia Ekatontapyliani (l'église de la Vierge Marie) devant laquelle elle est enterrée. 
Elle décède sur l'île en juillet 1848, dans l'oubli et la pauvreté, après avoir donné toute sa fortune pour la guerre d'indépendance.

## Hommages

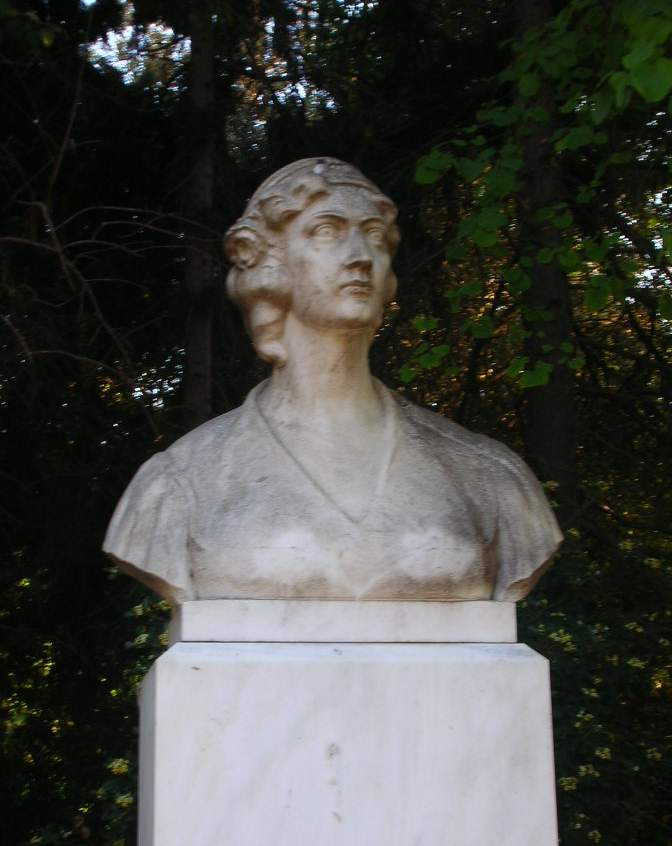
Buste de Manto Mavrogenous, à Athènes.

- Pour rendre hommage à Manto Mavrogenous, la population de Mykonos nomme de son nom une place de la chora où est élevé un buste la représentant. De nombreuses rues du pays portent son nom.
- Le gouvernement grec a édité plusieurs pièces commémoratives en son honneur. Entre 1988 et 2001, les pièces de 2 drachmes portent à l'avers son effigie ; leur production est arrêtée lors du changement de monnaie pour l'euro, le 1er janvier 2002.
- En 1971, un film a été tourné sur sa vie, intitulé Manto Mavrogenous. Son rôle y est interprété par Jenny Karézi.